# Neco Tiglioglu
Neco Tiglioglu (* 1975 in Berlin) ist ein Musikproduzent, Songwriter, Multiinstrumentalist und Grafikdesigner.

## Leben
Seine professionelle Karriere als Musikproduzent begann mit seinem Umzug 1996 nach Hamburg. Er arbeitete mit seinem Mentor Bülent Aris bei Booya Records in den Bereichen Aufnahme und Produktion zusammen, unter anderem mit den Künstlern Brian McKnight, Nana, Pappa Bear, Jan van der Toorn und Jonestown. 1998 wurde ihm eine erste goldene Schallplatte für Nana überreicht.
Ab 1999 produziert er für seine eigene Produktionsfirma Ghostwriters Entertainment mit Künstlern wie Afrika Bambaataa, Eko Fresh, Valezka,  J-Luv, Raptile (Addis), The Game, Wayne Wonder, Kendra Ross, Tarkan und Stacie Orrico. Die letzte Album-Produktion, die er komplett mitproduzierte, war Das Gezeichnete Ich (EMI), bei dem Neco u. a. auch Songwriter ist.